# Skałbania (województwo śląskie)
Skałbania – wieś w Polsce, w województwie śląskim, w powiecie zawierciańskim, w gminie Łazy.
Do 2023 miejscowość była przysiółkiem wsi Grabowa.
W latach 1975–1998 przysiółek administracyjnie należał do województwa katowickiego.